# NCAA Division I Football Bowl Subdivision
Pour les articles homonymes, voir FBS.
La NCAA Division I Football Bowl Subdivision (en abrégé, NCAA Division I FBS et anciennement dénommée NCAA Division I-A) constitue l'élite du football américain de niveau universitaire aux États-Unis.
Cette division réunit de fait les universités les plus compétitives au niveau de la National Collegiate Athletic Association (NCAA).
En 2025, la division Football Bowl Subdivision est composée de 10 conférences et de 2 indépendants pour un total de 136 programmes universitaires.
Malgré la très puissante NFL, le football universitaire est très populaire à travers les États-Unis, les meilleures universités générant annuellement des millions de dollars. Selon le magazine Forbes, en 2015, la valeur du programme de football de l'université du Texas (les Longhorns du Texas) est évaluée à hauteur de 152 millions de dollars et génère un revenu annuel de 121 millions.
Les équipes du top en FBS drainent des milliers de fans et les dix plus grands stades américains sont les hôtes d'équipes universitaires.
Les joueurs universitaires ont longtemps été considérés comme amateurs par la NCAA, interdisant par conséquent toute forme de rémunérations ou compensations financières. Néanmoins, sous la pression de différents États, la Cour suprême des États-Unis décide à l'unanimité le 21 juin 2021 de statuer contre la position de monopole de la NCAA (« Antitrust »), confirmant que la NCAA ne peut imposer de restriction par rapport à l'indemnisation ou la rémunération des étudiants athlètes.
Par conséquent, à partir du 1er juillet 2021, les étudiants athlètes peuvent être rémunérés en vertu de leur nom, de leur image ou de toute forme de ressemblance (en anglais NIL abréviation de Name, Image and Likeness).
En juin 2025, dans le cadre de l'action collective « House vs NCAA », la juge fédérale, Claudia Wilken, autorise les universités à rémunérer directement leurs étudiants athlètes. Applicable dès le 1er juillet 2025, les universités de l'élite (FBS) peuvent avoir une masse salariale allant jusqu'à 20,5 millions de dollars par an pour l'ensemble de leurs étudiants athlètes, ce qui constitue un changement majeur de leur statut lesquels deviennent désormais et de facto salariés de leur université.

## Vue d'ensemble

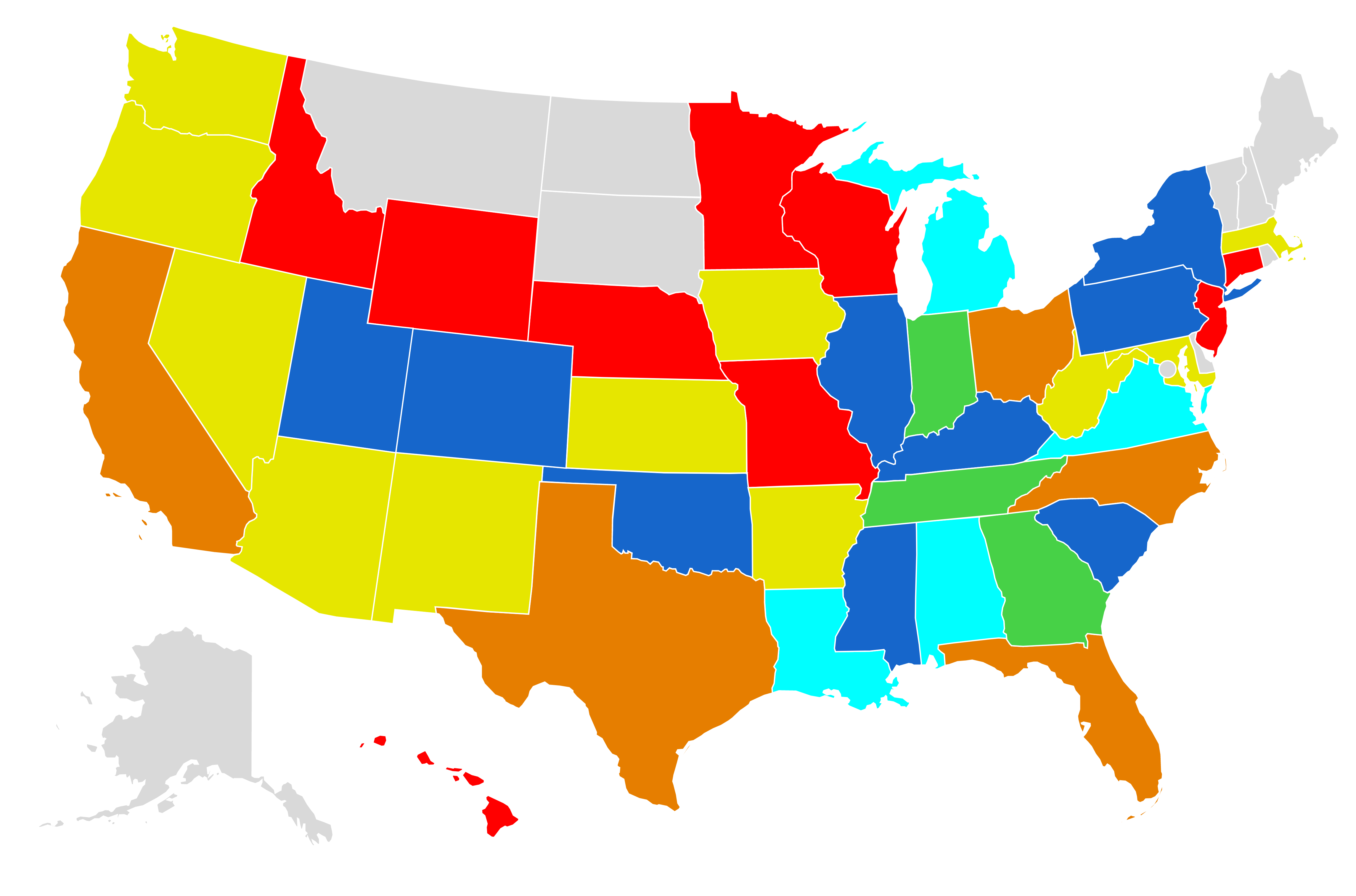
Nombre de programmes en FBS par état en 2022
6 et plus programmes en FBS dans l'état
5
4
3
2
1
Aucun programme

La NCAA Division I FBS est le plus haut niveau du football américain pratiqué au niveau amateur ou universitaire aux États-Unis. La plupart de leurs joueurs rassemblent ceux qui se présenteront à la draft de la NFL leur permettant d'accéder au niveau professionnel.
Pour tous les sports (à l'exception du football américain), la NCAA possède 3 divisions :
- la Division I
- la Division II
- la Division III.

Pour le football américain, la Division I est constituée de 2 sous-divisions :
- la sous-division Bowl (abrévisation = FBS)
- la sous-division Championnats (abréviation = FCS)[6].

Même si plusieurs programmes universitaires FCS arrivent à réunir plusieurs milliers de fans, beaucoup de ses équipes tentent de rejoindre le niveau de la FBS tout en espérant augmenter leurs rentrées financières, leurs nombres de sponsors, de donations, de prestige mais surtout obtenir une couverture médiatique nationale. Cependant, les programmes de FBS font face à des dépenses en augmentation à la suite de l'inflation des salaires des entraîneurs, des bourses universitaires et des coûts relatifs à l'amélioration des installations. Les programmes sportifs de beaucoup d'universités sont déficitaires, ces pertes devant être compensées par des rentrées provenant d'autres ressources internes à l'université,. La décision de l'UAB de stopper son programme de football américain (puis de faire marche arrière), a créé beaucoup d'émoi dans les milieux universitaires partout dans le pays,, faisant prendre conscience aux universités FBS d'une nécessaire réflexion sur leur survie dans ce sport. Dans beaucoup d'États, le salaire le plus élevé des universités, est celui de l'entraîneur principal (Head Coach) de l'équipe de football américain. Les équipes FBS sont limitées à 85 joueurs pouvant recevoir une bourse et la plupart des équipes se composent donc de 85 joueurs sauf les équipes sous approbation de la NCAA.
Avant de devenir membre de la Division I FBS, les universités candidates doivent satisfaire plusieurs conditions :
- une université FBS doit présenter une assistance moyenne à domicile de minimum 15 000 spectateurs (moyenne calculée sur une période de 2 années consécutives)[14] ;
- une université FBS doit parrainer un minimum de 16 disciplines inter-universitaires avec au moins 8 purement féminines[14] ;
- pour l'ensemble des sports pratiqués au sein de l'université FBS, celle-ci doit offrir au moins 200 bourses sportives par an (ou consacrer au moins 4 millions en bourses sportives)[14] ;
- les équipes FBS doivent fournir au moins 90 % du nombre maximum de bourses de football américain ;
- une université FCS doit pouvoir convaincre une conférence FBS de l'intégrer[15].

En 2023, la NCAA durcit les conditions pour l'accès d'un programme de la Division I FCS à la Dividion I FBS, les frais de transition passant de 5 000 à 5 millions de dollars.

## Calendrier
La saison FBS débute en août ou en septembre, les matchs du mois d'août sont considères comme le week 0, puis le premier événement majeur est le Kickoff Game diffusé par ESPN oppossant généralement deux programmes de premier rang. La saison se termine en janvier par la finale du College Football Playoff. La plupart des équipes FBS jouent 12 matchs par saison, dont 8 ou 9 de ces matchs contre des équipes de sa conférence. Plusieurs conférences organisent une finale de conférence laquelle s'insère entre la fin de la saison régulière et le début de la saison des bowls. Ces finales de conférence opposaient les deux équipes ayant remporté leurs divisions respectives, et le vainqueur est couronné champion de conférence. Après un réalignement des conférences entre 2021 et 2024, la Sun Belt est la seule conférence à converser des divisons, les autres conférences voient s'affronter les 2 meilleurs programmes de la saison régulière en finale de conférence.
Pour le reste des matchs de saison régulière, les programmes sont libres de choisir leurs opposants entre toutes les autres équipes FBS sans tenir compte de la conférence. Quelques équipes considérées comme indépendantes sont libres de choisir leurs adversaires. Ces matchs dits d'inter-conférences se jouent généralement en aller et retour sur plusieurs saisons. Ils sont généralement la résultante de longues et anciennes rivalités.
Une étude de 2014 indique que les conférences dites majeurs jouaient fréquemment des matchs d'inter-conférence contre des équipes faisant partie des conférences les plus faibles voire contre des équipes issues de FCS. En effet, les équipes de FBS peuvent programmer des rencontres contres des équipes de FCS à hauteur maximale de 40 % de leur matchs mais les équipes FBS ne peuvent utiliser qu'une seule victoire par saison contre une équipe FCS pour le calcul de son éligibilité à un bowl.
Une équipe FBS doit programmer 5 matchs à domicile par an. Les matchs FBS-FCS sont considérés comme des money games ou cupcake game et se jouent généralement dans le stade de l'équipe FBS. L'équipe FCS reçoit en compensation des centaines de milliers de dollars pour sa participation à ce match qui se solde le plus généralement par une victoire facile de l'équipe FBS. Par contre, une défaite de l'équipe FBS est considérée comme une immense contre-performance.
La FBS tient son nom des matchs d'après saison dénommés bowls. Beaucoup d'équipes y participent et leur nombre augmente au fil des ans (il est à signaler que les autres divisions possèdent également leurs bowls d'après saison). Ces bowls se jouent après la saison régulière, en décembre et janvier, générant environ 400 M$ par an de revenu pour les équipes y participant. Pour la saison 2014-15, 39 bowls ont été organisés et pour la saison 2015-16, 41 matchs ont été organisas soit le total des 38 bowls plus les 2 demi finales et la finale du College Football Playoff. Pour pouvoir participer à un bowl d'après saison, un programme doit avoir un bilan ''positif'' voire ''nul'' à l'issue de la saison régulière. Parfois, certaines programmes ayant un bilan négatif (plus de défaite que de victoire, 5-7 ou 6-7), sont repêchés pour combler les places vacantes, le nombre d'équipe dite éligible étant parfois insuffisant.
| Années | Bowls     | % du nombre d'équipe en bowls   |
| ------ | --------- | ------------------------------- |
| 1968   | 11        | Inconnu                         |
| 1984   | 18        | +-30 %                          |
| 1997   | 20        | +-35 %                          |
| 2014   | 39        | 59,4 %                          |
| 2015   | 38 + 3(+) | (+)1/2 finales et finale du CFP |

Beaucoup d'organisateurs de bowls ont établi des contrats avec certaines conférences. Par exemple, le Russell Athletic Bowl met d'office en présence une équipe issue de la conférence ACC et de la conférence Big 12. Un petit nombre de bowl établis de longue date ont joué un rôle majeur lors des Bowl Championship Series. Ils continuent à jouer ce rôle depuis 2015 et l'apparition du College Football Playoff. Ces deux compétitions déterminent le champion national NCAA.
Depuis l'avènement des playoffs, 6 bowls sont reconnus comme majeurs. Ils ont établi des contrats avec les champions et les équipes des 5 plus fortes conférences de la Division I NCAA FBS (dénommées le Power Five Conferences). Deux de ces bowls sont utilisés pour jouer les demi-finales du CFP, une rotation entre les 6 bowls intervenant au fil des ans. Les équipes atteignant les playoffs reçoivent des millions de dollars des organisateurs. Le fait de participer aux autres bowls est également rémunérateur mais dans une moindre mesure.
Il est à signaler qu'en plus des bowls réguliers, quelques autres bowls d'après saison sont organisés, comme la NFLPA Collegiate Bowl opposant des équipes composées de joueurs All-Stars et de joueurs destinés à la Draft NFL.
Si l'on tient compte des matchs de conférences, des matchs inter-conférences, des finales de conférences et des bowls d'après saison régulière, certaines équipes universitaires jouent habituellement jusqu'à 14 matchs officiels sur la saison. Une équipe jouant la finale du CFP peut jouer jusqu'à 15 matchs sur sa saison (1/2 finale comprise).
En théorie, il est même possible qu'une équipe puisse jouer 18 matchs sur sa saison à la condition de remplir les 3 conditions suivantes :
- jouer 13 matchs de saison régulière (une équipe FBS ou FCS jouant en Alaska, à Hawaï ou à Porto Rico peut programmer un 13e match de saison régulière pour compenser les importants frais de déplacement. Ainsi en 2024, Nevada a disputé 13 matchs de saison régulière dont un contre les Rainbow Warriors d'Hawaï à Hawaï)[18] ;
- jouer une finale de conférence ;
- jouer tous les tours du College Football Playoff (4 matchs).

## Histoire
Le football américain de niveau universitaire existe depuis plus de 100 ans mais le jeu et l'organisation des structures universitaires ont évolué significativement depuis sa création. Le 1er match de football américain universitaire a eu lieu en 1869.
Les règles du jeu ont évolué vers la fin du XIXe et le début du XXe siècle. Pendant cette période, Walter Camp lança l'idée de la ligne de scrimmage, le système des downs et le système d'organisation des équipes universitaire à travers le pays. Le Rose Bowl de 1902 fut le 1er bowl universitaire de l'histoire. Il ne deviendra annuel qu'à partir du Rose Bowl 1916. Dans les années 1930, d'autres bowls sont organisés (comme le Sugar Bowl, le Cotton Bowl Classic, et l'Orange Bowl).
La saison 1906 sera la 1re sous l'égide de l'IAAUS (qui deviendra plus tard la NCAA). C'est aussi la 1re saison où la passe vers l'avant est légalisée. En réponse à plusieurs décès survenus lors de match de football, après que le président Theodore Roosevelt s'en soit également soucié, l'IAAUS a exigé que les universités trouvent des moyens pour rendre la pratique du football universitaire plus sûr.
Le Trophée Heisman est créé en 1935. Ce prix est considéré comme la récompense individuelle la plus prestigieuse dans le milieu du football américain universitaire. En 1965 (même si le concept avait été testé dans les années 1940), la NCAA adopte le système des pelotons (Two-platoon en anglais) selon lequel les joueurs d'une même équipe sont répartis en 2 groupes spécifiques : les défensifs et les offensifs.
En 1968, la NCAA accepte que les joueurs freshmen (étudiants-athlètes de 1er année) puissent participer aux matchs alors qu'auparavant ils devaient rester en retrait pendant 1 an (année dite redshirt).
En 1968, la NCAA demande à toutes les programmes de s'identifier soit en tant que membre de la Division Universitaire (pour les plus grandes écoles) soit en tant que membre de la Division College (pour les plus petites écoles). En 1973, la NCAA instaure 3 divisions. À la demande pressante de plusieurs grandes écoles cherchant une autonomie accrue, la Division I-A est formée juste avant le début de la saison 1978. Les écoles non sélectionnées pour cette division sont reprises dans la Division I-AA soit actuellement la Football Championship Subdivision (FCS).
En 1975, la NCAA limite le nombre de bourses pouvant être offertes par les universités aux joueurs de football.
En 1981, les membres de la College Football Association tentent de créer une 4e division composée uniquement des écoles les plus compétitifs, mais cette tentative avorte. En 1992, la SEC organise la première finale de conférence en FBS.
Officiellement, la NCAA n'organise pas de championnat en FBS mais plusieurs programmes sont rapidement demandeurs d'une certaine forme de compétition. D'autres organisations tentent également de classer les différentes équipes et de couronner un champion national. Le système Dickinson et d'autres méthodes sont créées au début du XXe siècle afin de couronner la meilleure équipe du pays. L'AP Poll et le Coach's Poll commencent à classer les diverses équipes vers le milieu du XXe siècle. Pendant plusieurs saisons, ces deux Polls désigneront les champions nationaux ne s'accordant pas toujours sur la meilleure équipe créant de facto diverses controverses.
En 1992, 5 conférences majeures créent la Bowl Coalition laquelle déterminera officiellement le champion FBS. En 1998, les deux conférences majeures restantes rejoignent cette coalition et créent le Bowl Championship Series. Le BCS établi un système de classement qui détermine en fin de saison les 2 premières équipes lesquelles se rencontrent lors du BCS National Championship Game. Cependant, même avec ce système (comme en 2003), l'AP Poll et le Coach's Poll désigneront deux champions nationaux différents. De 2014 à 2024, le BCS est remplacé par le College Football Playoff qui sélectionnait les 4 meilleures programmes de la saison régulière, lesquels se disputent le titre de champion national après avoir joué deux demi finales et puis une finale.
A partie de la saison 2024, les playoffs sont élargis à 12 programmes : Les cinq champions de conférence les mieux classés au terme de la saison régulière sont qualifiés (classement du CFP). De ces cinq équipes, les quatre les mieux classées constituent les têtes de série 1 à 4, celles-ci étant exemptées du premier tour. Les sept autres programmes les mieux classés sont également qualifiées mais participent à un premier tour : ces programmes obtiennent les têtes de série 5 à 12 en fonction de leur classement CFP.
Les quatre matchs du premier tour se jouent en décembre sur le terrain des quatre équipes les mieux classées (CFP), l'équipe tête de série n°5 accueillant la n°12 la tête de série n°6 accueillant la n°11, la tête de série n°7 accueillant la n°10 et la tête de série n°8 accueillant la n°9.
Les quarts de finale et les demi-finales ont lieu à l'occasion des 6 bowls majeures dénommés New Year's Six, les quarts se jouant la veille ou le jour de l'an, les demi-finales se jouant au moins une semaine plus tard.
Enfin, la finale se déroule toujours le premier lundi situé au minimum 6 jours après les demi-finales finales sur un site prédéterminé.

## Via la télévision
Le football universitaire est retransmis en radio pour la première fois en 1921 et télévisé pour la première fois en 1939. La télévision sera profitable tant pour les universités que pour la NCAA, cette dernière contrôlant la diffusion des matchs pendant les années 1950, 60 et 70. La NCAA limite les équipes à 6 diffusions télévisées sur une période de 2 ans. La Cour Suprême en 1984 sur requête de l'université d'Oklahoma accorde les droits de télévision aux écoles permettant ainsi la retransmission de l'ensemble des matchs des équipes. Après une période pendant laquelle les écoles FBS négociaient collectivement leurs revenus télévisés via une association, Notre Dame en 1991 inaugure une nouvelle ère où chaque programme universitaire et chaque conférence pourra négocier individuellement ses contrats en télévision,. Cette période conduira à divers réalignements des conférences. La retransmission en télévision des matchs de FBS constituent un attrait majeur. La retransmission de la finale 2014 du BCS National Championship Game a réuni 26 millions de spectateurs.
Les réseaux nationaux comme CBS, ABC, NBC, plusieurs chaines du groupe ESPN ou de la Fox ont tous retransmis les matchs de FBS en plus des réseaux régionaux et locaux. Puisque les conférences négocient leurs propres droits télévisés, chaque conférence est associée à un réseau qui retransmet ses propres matchs. Vers les années 2005, certaines universités et conférences commencent à lancer leurs propres réseaux télévisés comme celui de la Big Ten Conference, de l'université Brigham-Young , des Longhorns du Texas ou celui de la Pacific-12 Conference. En 2012, les divers matchs universitaires sont regardés par environ 400 millions de spectateurs.

## Les conférences
Le nombre d'équipe dans une conférence ne correspond pas toujours à la dénomination de cette conférence :
- La conférence Big 10 n'a pas officiellement adopté ce nom qu'en 1987 mais officieusement lorsqu'elle possédait 10 membres entre 1917 et 1946 ainsi qu'en 1949 et les années suivantes. Cependant, lorsque le nombre d'équipe passe à 11 en 1990 (intégration de Penn State), à 12 en 2011 (intégration de Nebraska) et 14 en 2014 (intégration de Maryland et Rutgers), la conférence ne change pas de dénomination.
- La conférence Big 12 est créée en 1996 avec 12 membres mais ne change pas de dénomination après qu'elle soit réduite à 10 membres ou encore bien quand elle passa à 16 membres en 2024.

Par contre, depuis 1959, la conférence Pacific-12 aura changé de nom en fonction du nombre de ses membres :
- Big Five de 1959 à 1962 ;
- Big Six de 1962 à 1964 :
- Pacific-8 de 1964 à 1968 ;
- Pacific-10 de 1978 à 2011 ;
- Pacific-12 à la suite de l'addition des programmes des Buffaloes du Colorado et des Utes de l'Utah de 2011 à 2024.
- Pacific-12 conserve son nom malgré l'exode massif de ses programmes après 2024, réduisant le nombre total de membres à 2.

Le nom des conférences ne respecte pas non plus toujours la situation géographique de ses équipes :
- D'une part, la Pacific-8/10/12 a conserva son nom de pacifique bien que 4 équipes étaient situées à l'intérieur des terres de l'Ouest ou Inland West (Arizona, Arizona State, Colorado, Utah) ;
- D'autre part la Big East conserve également son nom malgré l'intégration (que ce soit en football américain ou autres sports) d'équipes situées dans le Midwest (Cincinnati, DePaul, Marquette, Notre-Dame) ou dans l'Upper South (Louisville, Memphis) ou le Southwest (Houston, SMU).

En 2024, il y a 10 conférences en FBS. La plupart de ses 134 équipes sont membres d'une conférence mais il reste un petit nombre d'équipes désireuses de rester indépendantes. Les conférences sont divisées en deux groupes distincts en fonction du College Football Playoff :
- Le Power conferences comprend les programmes universitaires les plus gros et plus connus du pays puisque tous les titres décernés par le BCS National Championship Game entre 1999 et 2004 ont été gagnés par une équipe issue d'une de ces 5 conférences ;
- Le reste des conférences constitue le Group of five[47].

Après 2023, la Pac-12 perd son statut de Power Five, réduisant de facto à un Power Four. 
Toutes les conférences possédant au moins 12 équipes peuvent avoir des divisions. En 2024, seule la Sunbelt conserve encore des divisons, les autres conférences ont dissous leurs divisions. Une finale de conférence (opposant les gagnants de chaque division ou les deux premiers de la saison régulière) est jouée après la saison régulière pour déterminer le champion de conférence(en).
| Conférences                  | Surnoms Abréviations | Date création | Membres | Sports | Sièges                         |
| ---------------------------- | -------------------- | ------------- | ------- | ------ | ------------------------------ |
| American Conference          | American             | 1979          | 14 ,    | 20     | Providence, Rhode Island       |
| Atlantic Coast Conference ** | ACC                  | 1953          | 17      | 27     | Greensboro, Caroline du Nord   |
| Big Ten Conference **        | Big Ten, B1G         | 1896          | 18      | 28     | Rosemont, Illinois             |
| Big 12 Conference **         | Big 12               | 1996          | 16      | 25     | Irving, Texas                  |
| Conference USA               | CUSA                 | 1995          | 12 ,    | 19     | Dallas, Texas                  |
| Indépendants                 |                      |               | 2       |        |                                |
| Mid-American Conference      | MAC                  | 1946          | 13 ,    | 25     | Cleveland, Ohio                |
| Mountain West Conference     | MW                   | 1999          | 12 ,    | 19     | Colorado Springs, Colorado     |
| Pacific-12 Conference        | Pac-12               | 1915          | 2       | 6      | San Ramon, Californie          |
| Southeastern Conference **   | SEC                  | 1932          | 16      | 22     | Birmingham, Alabama            |
| Sun Belt Conference          | SBC                  | 1976          | 14      | 20     | La Nouvelle-Orléans, Louisiane |

(** signifie équipes membre du Power Four Conferences soit des conférences ayant des contrats les liant avec les bowls majeurs associés au College Football Playoff)
Notes
1. ↑  La conférence est créée en 1979 et dénommée Big East Conference jusqu'en 2013. En 2013, cette conférence éclate et est renommée American Athletic Conference. Les équipes non-FBS de la conférence originelle reforment une autre conférence qui garde le nom de Big East alors que les équipes FBS choisissent d'intégrer l'AAC, laquelle a conservé la structure et la charte de l'ancienne conférence et le lien avec le Bowl Championship Series pour la saison 2013 avant la création du CFP.
2. ↑  Army et Navy sont membres de la conférence uniquement au niveau de leur programme de football américain.
3. ↑  En plus des membres à part entière et des associés du football américain, sept universités sont membres dans un ou deux sports :
  - FIU en natation et plongeon féminin et soccer masculin.
  - James Madison, Old Dominion et Vanderbilt en crosse féminine.
  - James Madison, Liberty et Marshall en natation féminine.
  - Missouri State en soccer masculin.
4. ↑  Notre Dame est membre de cette conférence sauf au niveau de son programme de football américain où elle est Indépendante. Notre Dame a un accord pour jouer 5 matchs/an contre les équipes de l'ACC et elle doit jouer contre les autres membres de la conférence au moins 1 fois tous les 3 ans.
5. ↑  En plus des membres à part entière:
  - Old Dominion et Tulsa sont membres de la conférence uniquement par les équipes féminines d'aviron.
  - Florida, San Diego State et UC Davis sont membres de la crosse féminine.
  - Denver est membre de la gymnastique féminine.
  - Dix écoles sont membres de lutte : Air Force, California Baptist, Missouri, Northern Colorado, Northern Iowa, North Dakota State, Oklahoma, South Dakota State, Utah Valley et Wyoming.
  - Fresno State est également membre du sport équestre féminin.
6. ↑  La conférence est créée en 1995 mais ne participe à la compétition en football américain que lors de la saison 1996.
7. ↑  11 membres en 2026 (départ de l'UTEP).
  - 10 membres au plus tard en 2027 : départ de Louisiana Tech.
8. ↑  En plus des membres à part entière:
  - Dallas Baptist est membre du baseball.
  - Cinq universités sont membres en beach-volley féminin : Florida Atlantic, South Florida, Tarleton State, TCU et UAB.
  - Huit universités sont membres en bowling féminin : Arkansas State, Nebraska, Sacred Heart, Valparaiso, Vanderbilt, Wichita State, Wright State et Youngstown State.
  - Tulane est membre du beach-volley féminin et du bowling féminin.
9. ↑  Les "Indépendants" sont des programmes qui ne sont pas intégrés dans une conférence. Cette dénomination est utilisée pour désigner les universités dont les programmes de football américain ne sont donc pas membres d'une conférence. Toutes ces équipes sont affiliées à une conférence mais pour les autres sports.
10. ↑  12 membres en 2026 : départ de Northern Illinois pour la Mountain West Conference en football et la Horizon League pour les autres sports
11. ↑  En plus des 12 membres à part entière, la MAC comprend 18 membres qui participent chacun à un seul sport. Trois autres universités deviendront prochainement membres monosports.
  - Appalachian State, Bellarmine, James Madison et Longwood en hockey sur gazon féminin.
  - Bloomsburg, Clarion, Edinboro, George Mason, Lock Haven, Northern Iowa, Rider et SIU Edwardsville pour la lutte masculin. Bloomsburg, Clarion, Edinboro et Lock Haven sont membres de la division II.
  - Delaware, High Point et Temple en aviron féminin.
  - Detroit Mercy, Robert Morris et Youngstown State pour la crosse féminine.
  - UIC pour le tennis masculin.
12. ↑  Depuis 2012, Hawaiʻi n'est plus membre de la conférence qu'au niveau du football américain tandis que pour les autres sports elle fait partie de la Big West Conference.
13. ↑  12 membres, 12 membres football : Grand Canyon ne joue pas au football.
  - 11 membres, 9 membres en football en 2026 :
  - Départ de Boise State, Colorado State, Fresno State, San Diego State et Utah State.
  - Ajout de Northern Illinois (football uniquement), UC Davis (qui continuera à jouer au football FCS) et UTEP.
  - Mise à niveau de l'adhésion d'Hawaiʻi du football uniquement à tous les sports.
14. ↑  En plus des 11 membres à part entière (+ le programme football d'Hawaiʻi ; les Tigers de Colorado College, une école de Division III ayant une équipe de hockey sur glace homme en Division I, joue dans la Division 1 de la MW avec son équipe féminine de football (soccer) et les Cougars de Washington State, membre du baseball et de la natation et plongeon féminin.
15. ↑  La charte de la Pac-12 date de 1959 correspondant à la formation de la AAWU (Athletic Association of Western Universities). Cependant, la Pac-12 proclame comme sienne l'histoire de la Pacific Coast Conference (en) laquelle fut fondée en 1915 et commença la compétition en 1916. Des 9 membres constituant la PCC à sa dissolution en juin 1959, seule l'université de l'Idaho ne rejoindra pas la nouvelle Pac-12. Le lien de la PCC avec le Rose Bowl sera reconduit avec l'AAWU.
16. ↑  9 membres, 8 membres en football en 2026 : ajout de Boise State, Colorado State, Fresno State, Gonzaga (pas de football), San Diego State, Texas State et Utah State.
17. ↑  19 sports à la reprise complète en 2026.
18. ↑  En plus des membres à part entière, quatre universités sont membres en soccer masculin : Kentucky, South Carolina, UCF et West Virginia.
19. ↑  13 membres en 2026 : départ de Texas State
  - 14 membres au plus tard en 2027 : ajout de Louisiana Tech
20. ↑  Possibilité de 21 sports avec ajout du hockey sur gazon féminin à une date indéterminée.

## Les équipes en transition
Deux universités étaient en période transitoire et n'étaient pas éligibles pour un bowl avant la saison 2023-24 :
- L'université d'État de Jacksonville et l'université d'État Sam Houston, auparavant membres de l'ASUN Conference et de la Western Athletic Conference de la FCS, ont rejoint Conference USA en 2023. Les deux ont commencé les transitions de FCS à FBS en 2022 et seront éligibles pour les bowls en 2024[50].

Une troisième université a entamé une transition de FCS à FBS en 2023 :
- L'université d'État de Kennesaw, actuellement membre de l'ASUN Conference dans les sports autres que le football américain, dispute la saison 2023 en tant que FCS indépendant. L'université rejoindra la Conference USA en 2024 et deviendra éligible pour les bowls en 2025[51].

## Les réalignements majeures

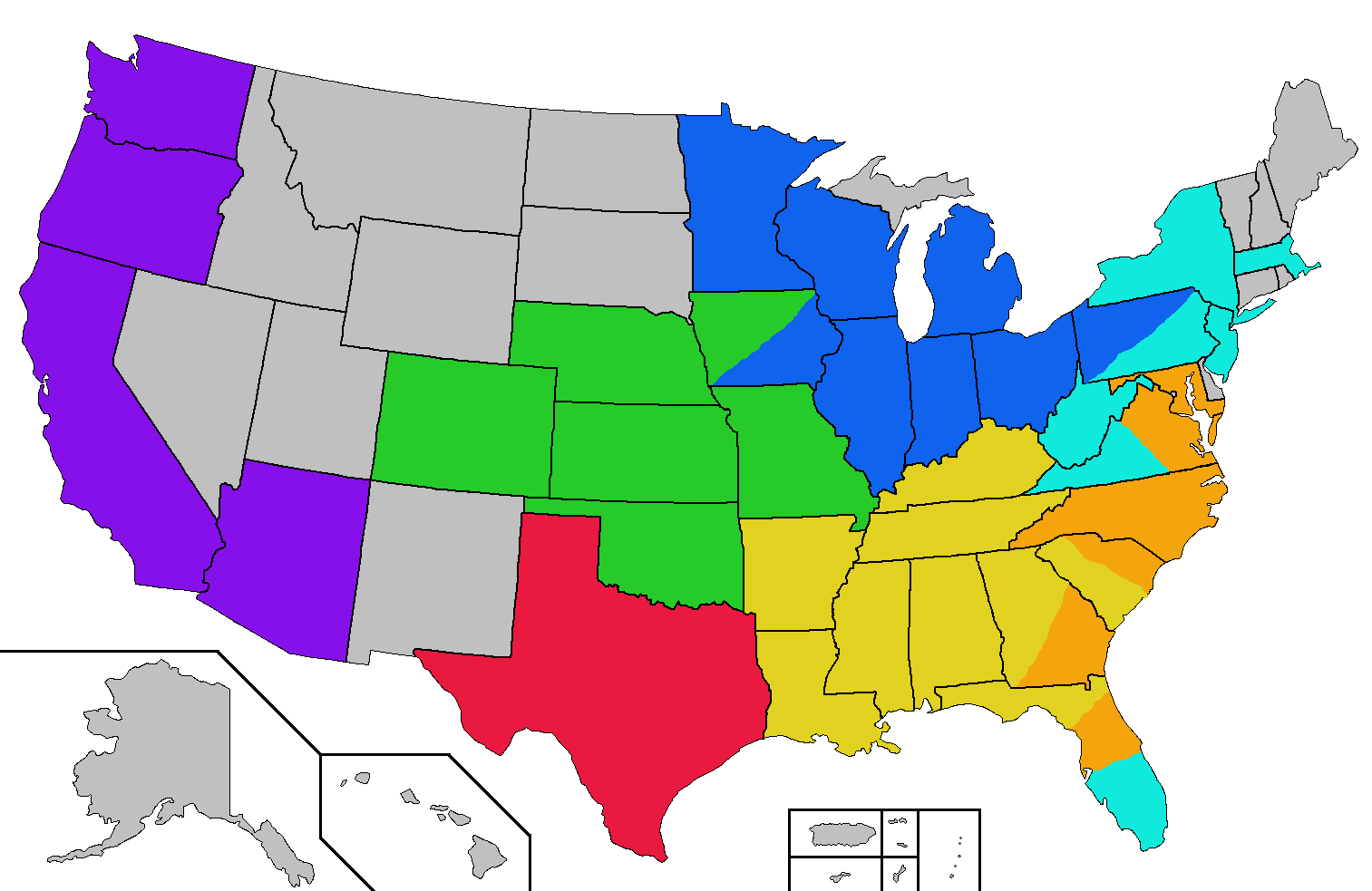
Les équipes FBS par États en 1994 :
- la Big East (1979-2013) en bleu clair
- la Big Eight Conference en vert
- la SEC en jaune
- l'ACC en orange
- la SWC en rouge
- la Pac-10 en mauve
- la Big Ten en bleu foncé.

La FBS a connu plusieurs réalignements depuis sa création en 1978, avec beaucoup d'équipe changeant de conférence, d'autres quittant la FBS et d'autres arrivant de FCS. Les derniers réalignements sont motivés par des raisons économiques notamment pour les droits de diffusions avec les grands network comme ESPN :
- En 1982, la taille des divisions est considérablement réduite. De plus, la Southern Conference et l'Ivy League sont reléguées en FCS[52].
- En 1985, la Missouri Valley Conference cesse de parrainer le football américain[53].
- Au cours des années 1980 et 1990, plusieurs équipes indépendantes intègrent diverses conférences ou rejoignent la FCS.
- En 1996, un nouveau réalignement se produit  :
  - La Southwest Conference est dissoute et 4 équipes situées au Texas intègrent la Big 8 pour former la Big 12 Conference.
  - La Western Athletic Conference composée de 16 équipes voit la moitié de celles-ci la quitter en 1999 pour former la Mountain West Conference.
  - La Conference USA est formée sur les bases de la Metro Conference et de la Great Midwest Conference, deux conférences qui ne parrainaient pas le football américain.
- La Big West cesse de parrainer le football américain après la saison 2000. Elle sera essentiellement remplacée par la Sun Belt Conference qui englobe la majorité des équipes de la Big West et qui commence son championnat de football américain en 2001.
- Début des années 2000, la Big East est rejointe par les équipes du Connecticut alors que Temple la quitte (avant de la rejoindre à nouveau en 2013)
- Une autre phase de réalignement en 2005 :
  - 3 écoles passent de la Big East à l'Atlantic Coast Conference.
  - La Big East récupère néanmoins des équipes de la Conference USA[53].
- De 2010 à 2013, le football universitaire connait une nouvelle vague de réalignement :
  - Les membres de la Big East rejoignent la Big 12, la Big Ten, et l'ACC.
  - La Big 12 perd des membres qui intègrent la SEC, la Pac-12, et la Big Ten
  - La Big Ten accueille également une ancienne équipe de l' ACC.
  - Les équipes subsistant dans la Big East se séparent en 2 conférences.
    - L'American Athletic Conference (ou AAC ou The American) qui s'adjoint quelques équipes issues de la Conference USA.
    - La Big East Conference (ne parraine pas le football américain).

  - La Conference USA accepte des équipes de FCS et quelques-unes de la Sun Belt Conference.
  - La Sun Belt Conference complète sa conférence avec des équipes issues de FCS et de la Western Athletic Conference.
  - La Mountain West perd des équipes au profit de la Big 12 et de la Pac-12 mais en récupère de la Western Athletic Conference.
  - Après diverses défections, la Western Athletic Conference cesse de parrainer le football américain[53].
  - L'Université de Notre-Dame-du-Lac devient un membre de l'ACC à l'exception de son programme de football américain qui reste Indépendante. Néanmoins à la suite de ce réalignement, les Fighting Irish de Notre Dame sont tenus d'affronter chaque saison 5 équipes issues de l'ACC et jouer contre chaque équipe de cette conférence au moins tous les 3 ans.
- En 2015, les Midshipmen de la Navy deviennent membre de l'AAC après avoir été une équipe Indépendante pendant plus de 100 ans[53].
- En 2021 : nouvelle vague de réalignements affectant des programmes et conférences historiques
  - La conférence SEC annonce qu'Oklahoma et Texas quitteront le Big 12 pour rejoindre leur conférence au plus tard en juillet 2025[54]. Les deux universités ont ensuite conclu un accord avec la Big 12 leur permettant de rejoindre la conférence SEC dès 2024[55].
  - En réponse à cette évolution, la Big 12 annonce le 10 septembre que BYU, Cincinnati, Houston et UCF rejoindront leur conférence en 2024[56]. Les quatre écoles ont ensuite été confirmées comme participantes dès 2023.
  - Avec de départ de Cincinnati, Houston et UCF de l'American Athletic, la conférence annonce l'intégration de Charlotte, Florida Atlantic, North Texas, Rice, UAB et UTSA.
  - La Conference USA voit le départ de 9 de ses membres: Charlotte, Florida Atlantic, Marshall, North Texas, Old Dominion, Rice, Southern Miss, UAB et UTSA. En compensation, la conférence annonce pour 2023 l'intégration de Liberty, New Mexico State alors Indépendant. Sam Houston et Jacksonville State, proviennent de la NCAA Div. I FCS.
  - La Sun Belt Conference annonce l'intégration de James Madison, Marshall, Old Dominion et Southern Miss pour 2023. James Madison, provenant de la NCAA Div. I FCS. Ce mouvement a finalement été accéléré jusqu'en 2022.
- En 2022 :
  - La Big Ten Conference annonce que l'UCLA et l'USC rejoindraient leur conférence en 2024, immédiatement après l'expiration du contrat médiatique de la Pac-12[57].
  - La Conference USA annonce l'intégration de Kennesaw State depuis le FCS vers le FBS dès 2024[51].
- En 2023 :
  - 27 juillet 2023, Colorado annonce leur départ de la Pac-12 dès 2024 pour revenir dans la Big 12 après une absence de 13 ans[58].
  - 4 août 2023, 5 programmes quittent également la Pacific-12 Conference (Pac-12), 3 pour la Big 12 Conference (Big 12) (Arizona, Arizona State, et Utah)[59],  et 2 pour la Big Ten (Oregon et Washington)[60].
  - 1er septembre 2023, (California et Stanford) annoncent leurs départs de la Pac-12 pour l'ACC à partir de 2024[61].
- En 2024 :
  - Le 12 septembre 2024, la conférence Pac-12 annonce que quatre membres de la Mountain West Conference : Boise State, Colorado State, Fresno State et San Diego State rejoindront leur conférence en 2026, et le 25 septembre 2024 c'est au tour d'Utah State[62].
  - Le 1er octobre 2024, la Mountain West Conference annonce l'arrivée d'UTEP pour 2026[63]
- En 2025 : 
  - Le 30 juin 2025, la Pac-12 annonce que Texas State intégrera la conférence à partir de 2026. Texas State devient le 8e membre à part entière pour le football américain, permettant à la conference de conserver son statut FBS[64].

## Les récompenses
Plusieurs récompenses sont décernées chaque année aux joueurs ainsi qu'aux entraîneurs évoluant en FBS. Bien que l'ensemble des joueurs de football universitaire (de toutes les divisions) soient éligibles pour la plupart de ces prix (comme le Trophée Heisman), ce sont les joueurs évoluant en FBS qui les remportent généralement. D'autres trophées (comme le Prix Walter Payton) existent et sont réservés aux joueurs évoluant en FCS ou dans d'autres divisions inférieures. En plus des prix nationaux énumérés ci-dessous, les conférences FBS ont aussi leurs propres récompenses. Plusieurs organisations ont également créé des matchs réunissant les meilleurs joueurs universitaires comme le College Football All-America Team. En 1951, la Fondation Nationale de Football a inauguré son Hall of Fame de football universitaire.
Les récompenses individuelles les plus connues sont :
- Meilleur joueur/joueur le plus utile : le Trophée Heisman Trophy, le Maxwell Award, le Walter Camp Award, le trophée Archie Griffin, le joueur AP de l'année, le joueur Sporting News de l'année.
- Joueur défensif de l'année : le prix Chuck Bednarik, le trophée Bronko Nagurski, le Lott Trophy.
- Les prix en fonction de la position du joueur : le trophée Dave Rimington réservé aux Centres, les prix Davey O'Brien et le Manning Award réservés aux Quarterback, le prix Dick Butkus réservé au meilleur Linebacker, le prix Doak Walker réservé au meilleur Running back, le prix Fred Biletnikoff réservé au meilleur Wide receiver, le prix Jim Thorpe réservé au meilleur Defensive back, le prix John Mackey réservé au meilleur Tight end, le prix Lombardi réservé au meilleur 'Lineman/linebacker, le Lou Groza Award réservé au meilleur Placekicker, l'Outland Trophy réservé au meilleur Interior lineman, le prix Ray Guy réservé au meilleur Punter, le prix Ted Hendricks réservé au meilleur Defensive end et le Jet Award réservé au meilleur Return Specialist.
- Les prix réservés aux entraîneurs : le prix AFCA (American Football Coachs Association ou association des entraîneurs de football américain) d'entraîneur de l'année, le prix Eddie Robinson d'entraineur de l'année, le prix Sporting News d'entraîneur de l'année, le prix Walter Camp d'entraîneur de l'année, le prix Paul « Bear » Bryant, l'entraîneur de l'année AP, les prix AFCA de Broyles d'assistant-entraîneur de l'année.
- Autres prix : le trophée William V. Campbell, le trophée Wuerffel, le trophée Burlsworth, le trophée Jon Cornish réservé au meilleur joueur canadien en NCAA, le trophée Rudy, le prix Amos Alonzo Stagg, le prix de l'homme de l'année Walter Camp et le trophée Theodore Roosevelt.

Il y a aussi plusieurs prix dévolus au championnat national :
- Le vainqueur du College Football Playoff reçoit le trophée du College Football Playoff National Championship.
- L'AP délivre un Trophée à son champion national
- L'AFCA décerne son trophée à son champion (entre 1999 et 2014 ce trophée était remis au gagnant du BCS National Championship Game).
- L'Association des journalistes sportifs décerne le trophée Grantland Rice
- La Fondation nationale de football (National Football Foundation) décerne le prix MacArthur Bowl.

## Articles annexes
- Culture du football américain
- Football américain universitaire aux États-Unis
- Glossaire du football américain et canadien
- Liste des College Bowls de football américain
- Championnat NCAA de football américain
- Division I (NCAA)
- NCAA Division I Football Championship Subdivision
- Liste des matchs de rivalité en football américain universitaire de la NCAA